# Strangers in the Night
"Strangers in the Night" é uma canção composta por Charles Singleton, Eddie Snyder e Bert Kaempfert. Na voz de Frank Sinatra, alcançou a posição #1 da Billboard Hot 100 e da Billboard Easy Listening e #1 da UK Singles Chart. Foi a faixa-título do álbum Strangers in the Night, de 1966, porém somente em 1967 foi lançada como single, por Connie Francis. 